# Guangzhou International Finance Centre
Het Guangzhou International Finance Centre (Chinees: 广州国际金融中心), voorheen West Tower, is een wolkenkrabber in het district Tianhe van Guangzhou in zuidelijk China. Het gebouw is onderdeel van de Guangzhou Twin Towers en wordt gebruikt als kantoor en hotel. 
De wolkenkrabber werd ontworpen door Wilkinson Eyre. De bouw werd begonnen in 2005 en afgerond in 2010. In 2016 was ook de tweede van de Twin Towers afgewerkt, de 530 meter hoge CTF Finance Centre. Beide torens zijn eigendom van het Hongkongse zakenimperium Chow Tai Fook Enterprises. Tussen beide torens werd het Huangcheng Square, of Flower City Square plein aangelegd, een centrale zone in het central business district van Guangzhou. Aangrenzend aan het nieuwe plein werden nog prestigieuze bouwwerken afgewerkt zoals het Theater van Guangzhou, het Guangdong Museum en de Bibliotheek van Guangzhou. Aan de overkant van de Parelrivier bevindt zich de Canton Tower.